# Ochtersum
Ochtersum település Németországban, azon belül Alsó-Szászország tartományban. Lakosainak száma 917 fő (2023. december 31.). Ochtersum Holtgast és Moorweg községekkel határos.

## Népesség
A település népességének változása:
| Lakosok száma | 877  | 890  | 881  | 931  | 914  | 917  |
|               | 2016 | 2017 | 2019 | 2021 | 2022 | 2023 |